# Гандон, Пьер
Пьер Гандо́н (фр. Pierre Gandon; 20 января 1899, Л’Э-ле-Роз, Валь-де-Марн — 23 июля 1990) — французский художник-иллюстратор. С 1941 по 1983 год работал гравёром почтовых марок, как французских (для метрополии и многочисленных колоний до и после их независимости), так и иностранных.

## Начало карьеры

«Марианна Гандона» — марка Франции, созданная П. Гандоном

Родился в Л’Э-ле-Роз. Отец Пьера, Гастон Гандон, был гравёром в Парижском институте гравюры (Institut de gravure) и создал ряд почтовых марок для других стран и две марки для Франции — знаменитую 50-франковую с полосатым фоном в 1936 году и с изображением Страсбургского собора в 1939 году.
Пьер Гандон учился в Париже в Школе Этьенна у гравёра Антуана Дезарруа, затем в Школе изящных искусств в ателье художника Фернана Кормона. В 1921 году, в 22 года, получил свою первую премию — Римскую премию (в категории гравюры), а в 1926 году — Парижский приз (Prix de la Ville de Paris). В 1937 году награждён золотой медалью французских художников и нарисовал для Колониальной выставки 1937 года фреску размером в 500 м².

## Карьера художника марок
Гандон ответил на объявление в газете и получил право создать проект почтовой марки с изображением женщины-туземки (femme indigène) — его первой марки, выпущенной в 1941 году во французской колонии Дагомее. В том же году появилась его первая французская марка «Герб Реймса» из серии с гербами городов Франции. За ней последовали сотни других марок.
|  |  |

В 1941—1942 годах Гандон создаёт серию коллаборационистских виньеток «Французского добровольческого легиона против большевизма», а также авиапочтовые и полупочтовые марки «Легиона Триколора», за что в период освобождения на несколько месяцев был отстранён от работы. Ему повезло — именно его «Марианну» генерал де Голль выбрал для почтовой марки страны. За время отстранения от работы Пьер Гандон продолжал рисовать и гравировать марки, например, он выполнил марку с изображением Сары Бернар, хотя под ней стояло имя другого гравёра — Шарля Мазелена.

Марка П. Гандона, посвящённая президенту США Ф. Рузвельту (Монако, 50 франков, 1947)(Sc #С16). На марке ошибка: шесть пальцев на руке Рузвельта

Четыре раза он получал Гран-при в области филателистического искусства (Grands prix de l'art philatélique français):
- «Высокая мода», Франция, 1953 (Yt #941)[11],
- «Девушка с острова Бора-Бора», Французская Океания, 1955 (Yt #203)[12],
- «Игроки в карты», Франция, по картине П. Сезанна, 1961 (Yt #1361); премия присуждена в 1962 году[13] и
- «Дама с единорогом», Франция, 1964 (Yt #1425)[14].

Наибольшую известность и признание получили выполненные художником три серии стандартных выпусков французских марок, содержавших национальные символы Франции:
- с изображением Марианны (1945—1954), моделью для которой послужила жена художника Жаклин (Jacqueline);
- с изображением сабинянки[фр.] Герсилии (1977) — центрального женского персонажа картины Жака Луи Давида «Сабинянки, останавливающие битву между римлянами и сабинянами»; марка выходила в 1970-е годы;
- с изображением аллегории свободы[фр.] (1982), за основу которой взят образ женщины, символизирующей свободу, на картине Эжена Делакруа «Свобода, ведущая народ». Ему было 82 года, когда он гравировал эту марку.

Его последняя марка была выпущена ко Дню почтовой марки (Journée du timbre) в 1983 году, — «Диктующий письмо» по картине Рембрандта. Всего художник был автором 346 французских марок.

## Список почтовых администраций

«Свобода» — еще одна легендарная французская марка П. Гандона

Пьер Гандон рисовал и/или гравировал более 1000 марок для почтовых служб следующих государств и территорий:
- Франция (метрополия)
- Заморские территории Франции:
  - Алжир
  - Французский Берег Сомали/Французская территория афаров и исса
  - Дагомея (первая марка П. Гандона 1941 года)
  - Камерун (авиапочтовая марка)
  - Коморские острова
  - Мадагаскар
  - Новая Каледония
  - Новые Гебриды
  - Реюньон
  - Сен-Пьер и Микелон
  - Того
  - Тунис
  - Уоллис и Футуна
  - Французская Гвиана
  - Французская Западная Африка
  - Французская Экваториальная Африка
  - Французские поселения в Океании/Французская Полинезия
  - Французские Южные и Антарктические Территории
  - Французское Марокко
- Оккупированные территории:
  - Саар
- Почтовые отделения Франции:
  - Андорра (почтовая администрация Франции)
  - Иерусалим (надпечатки французского консульства на марках Франции 1948 года)
- Независимые государства:
  - Берег Слоновой Кости
  - Буркина-Фасо
  - Габон
  - Дагомея
  - Камбоджа (марка 1967 года)
  - Камерун
  - Лаос
  - Мавритания
  - Мадагаскар
  - Мали
  - Монако
  - Нигер
  - Республика Конго
  - Сенегал
  - Тунис
  - Центральноафриканская Республика (первые две марки этой страны)
  - Чад
  - Южный Вьетнам